# The Dead Daisies
The Dead Daisies sono un supergruppo hard & heavy australiano-statunitense nato nel 2012.
Il primo nucleo del gruppo si è formato a Sydney, in Australia, dall'incontro tra Jon Stevens e David Lowy. La band ha annoverato tra le sue file diversi musicisti americani come Richard Fortus (Guns N' Roses), Darryl Jones (The Rolling Stones), Dizzy Reed (Guns N' Roses), Marco Mendoza (Thin Lizzy), Charley Drayton (The Cult, Divinyls, Cold Chisel), John Tempesta (The Cult), Brian Tichy (ex Whitesnake) e Frank Ferrer (Guns N' Roses). Nel 2015 Jon Stevens è stato sostituito dal cantante John Corabi (The Scream, Mötley Crüe, Union). L'unico membro rimasto fisso negli anni è David Lowy.
Nel gennaio 2016 Richard Fortus e Dizzy Reed hanno abbandonato la band per prendere parte alla reunion dei Guns N' Roses. Il posto di chitarrista è stato preso da Doug Aldrich (ex Whitesnake).

## Storia

### La nascita eThe Dead Daisies(2012-2013)
I The Dead Daisies vengono fondati da Jon Stevens e David Lowy nel 2012. L'incontro tra i due avviene grazie a David Edwards, ex-manager degli INXS.
L'album di debutto della band viene registrato in due settimane nei Wishborne Studios di Los Angeles con il produttore, ingegnere musicale e polistrumentista americano John Fields. L'album omonimo viene pubblicato il 9 agosto 2013 in Nord America sotto l'etichetta Caroline/Universal, e successivamente pubblicato in Inghilterra a metà novembre dello stesso anno.
Lock N' Load, primo singolo pubblicato, vede la partecipazione di Slash che oltre ad aver contribuito alla scrittura del brano ha anche registrato la traccia della chitarra. La canzone viene nominata Daily Download sulla rivista Rolling Stone il 25 luglio 2013 e resa disponibile sul sito web della BBC Radio 2. Il video musicale ufficiale prodotto in contemporanea viene trasmesso su oltre 20 canali tra cui Match Music. Il 23 ottobre 2013 il singolo esce in Inghilterra. In un sondaggio su Classic Rock, Lock N' Load viene eletto quindicesimo miglior brano pubblicato nel 2013. Lock N' Load viene inoltre eseguita in alcuni stadi, tra cui Wembley durante la partita tra i Jacksonville Jaguars e i San Francisco 49ers il 27 ottobre.
Il secondo singolo, Washington, si posiziona diciottesimo nella Rock radio chart americana (MediaBase) e viene trasmesso su Triple M in Australia.
Nello stesso periodo del tour inglese, la rivista inglese Classic Rock dedica un articolo ai The Dead Daisies nel numero di novembre. La band guadagna inoltre il titolo di band del mese su Metal Hammer e sul sito ufficiale di Classic Rock.
Nel 2013 la band intraprende un tour che la porta ad esibirsi in apertura agli ZZ Top e a divenire gruppo spalla degli Aerosmith nel loro tour australiano e in Nuova Zelanda. Successivamente tra l'agosto e il settembre 2013 la band si esibisce nelle 25 date del Rockstar Energy Drink Uproar Festival.
Durante questi show viene presentata la prima formazione del gruppo costituita da Lowy e Stevens rispettivamente alla chitarra ritmica e alla voce accompagnati da Richard Fortus alla chitarra solista, Frank Ferrer alla batteria, Marco Mendoza al basso e Dizzy Reed alle tastiere.
Alla fine del 2013 i The Dead Daisies si esibiscono in 18 show in Inghilterra insieme ai Black Star Riders. Il 20 novembre dello stesso anno suonano all'Underworld Rock Club a Camdem. Questa è la loro prima esibizione da headliner in Inghilterra.
La band conclude il tour del 2013 con un'esibizione al The Barby a Tel Aviv, Israele. La formazione durante questa esibizione risulta composta da Lowy, Stevens, Fortus e Reed oltre ai nuovi arrivati Charley Drayton alla batteria e Darryl Jones al basso.

### Face I Love(2014)
Nel febbraio 2014 la formazione della band cambia nuovamente grazie al rientro di Mendoza al basso e all'ingresso di John Tempesta (The Cult) alla batteria.
La band intraprende il primo tour australiano da headliner e partecipa a due show come gruppo di supporto all'australiano Jimmy Barnes.
Nell'estate del 2014 The Dead Daisies realizzano due tour in America, il primo a fianco dei Bad Company e dei Lynyrd Skynyrd a luglio, il secondo a fianco dei Kiss e dei Def Leppard ad agosto. Entrambi i tour sono un successo.
Il 5 agosto 2014 i The Dead Daisies pubblicano l'EP Face I Love contenente quattro nuovi brani tra cui Face I Love, Angel in Your Eyes, Your Karma e la cover dei Beatles Helter Skelter. Un'innovativa app su Facebook viene lanciata in contemporanea al singolo Face I Love dando l'opportunità ai fan di partecipare ad un concorso per apparire sulla copertina dell'EP, nel video ufficiale e nei vari poster. Il singolo raggiunge la posizione 25 nella Rock radio chart americana (MediaBase).

In ottobre la band pubblica il secondo singolo Angel in Your Eyes prima di iniziare il suo primo tour sull'oceano, accompagnando i KISS nella Quarta Crociera KISS nelle Bahamas.
Novembre e dicembre vedono i The Dead Daisies impegnati nel loro tour australiano da headliner che tocca città quali Melbourne, Adelaide, Brisbane, Sydney e Perth. La band decide inoltre di accompagnare Jimmy Barnes in 4 date in Nuova Zelanda, rispettivamente ad Aukland, Dunedin, ChristChurch e Hamilton.

### L'esperienza cubana eRevoluciòn(2015)

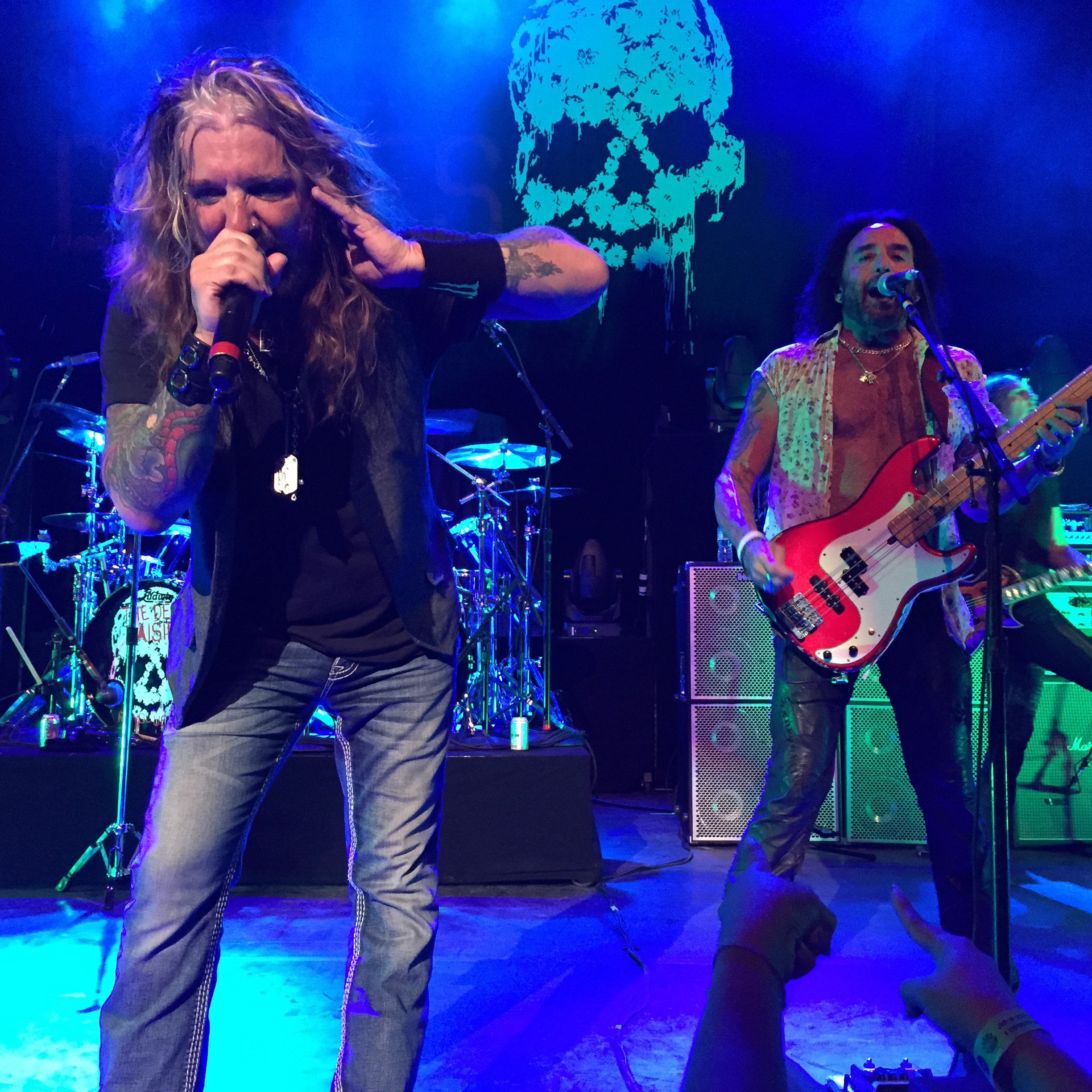
John Corabi e Marco Mendoza con i The Dead Daisies

Alla fine di febbraio 2015, i The Dead Daisies diventano la prima rock band occidentale a suonare a Cuba dopo la ripresa dei legami commerciali con gli USA.
Durante la permanenza cubana la band presenta nuovamente una variazione nella formazione che risulta costituita da Lowy, Fortus, Mendoza e Reed accompagnati dal nuovo batterista Brian Tichy e da John Corabi e Bernard Fowler alle voci. Durante la loro visita la band suona in studio con alcuni musicisti cubani, realizza due spettacoli all'Havana's Maxim Rock Club che fanno il tutto esaurito, incontra una serie di giovani musicisti cubani all'istituto nazionale della musica e conclude con un'esibizione al Concert for Peace (Rock Por la Paz) di fronte a oltre 6000 fan.
La settimana cubana diventa un periodo indimenticabile per tutta la band grazie allo scambio culturale di cui è protagonista. David Lowy l'ha definita «una delle più belle esperienze musicali della mia vita».
Il 16 aprile 2015 dopo l'addio di Stevens e la conferma che non sarebbe più stato un membro della band, Corabi diventa ufficialmente il nuovo cantante dei The Dead Daisies.
Nello stesso mese a Sydney la band insieme al batterista Jackie Barnes entra in studio al fine di completare il secondo album, Revolución, che viene registrato negli Studio 301 insieme al produttore Craig Porteil.
Nel gennaio 2015 la band (accompagnata da Tommy Clufetos alla batteria) supporta i KISS nel loro tour europeo.
Inoltre i The Dead Daisies partecipano al Rock in Vienna, al Download festival e al Graspop Metal Meeting.
Alla fine di luglio 2015 i The Dead Daisies intraprendono insieme agli Whitesnake un tour limitato in America che li tiene impegnati fino a metà agosto. Le band si incontrano per il primo show americano a Westbury, New York e il tutto termina a St. Charles, MO. Durante l'esibizione viene per la prima volta presentato al pubblico l'album Revolucion a cui segue l'annuncio su twitter del documentario della trasferta cubana intitolatosi allo stesso modo.
Nell'Ottobre del 2015 i The Dead Daisies si uniscono nuovamente ai KISS per la conclusione del tour australiano.
A novembre 2015 i The Dead Daisies raggiungono gli Whitesnake a Mosca per affiancarli nel loro tour europeo, partecipando anche ad una serata dei Judas Priest a Francoforte, Germania. Inoltre la band suona il suo primo show da headliner a Parigi che diventa tutto esaurito oltre che simbolo di rinascita dopo i tragici eventi al Bataclan verificatisi due settimane prima.

### Make Some Noise e Live & Louder(2016-presente)
A gennaio 2016 i The Dead Daisies annunciano che Richard Fortus (2013–2016) e Dizzy Reed (2013–2016) si sarebbero dedicati ad altri progetti e non sarebbero più stati membri della band. Doug Aldrich (2016–presente) viene scelto come nuovo chitarrista solista e assieme a lui la band entra in studio per la registrazione di materiale inedito.
Il terzo album, Make Some Noise, viene prodotto da Marti Fredericksen tra febbraio e marzo 2016 a Nashville. Il lancio dell'album è previsto per il 5 agosto 2016 sotto l'etichetta SPV Records.
La prima esibizione della band con la nuova formazione si ha in aprile a Francoforte. La band viene infatti chiamata ad esibirsi come ospite speciale durante il Musikmesse 2016.
A maggio 2016 i The Dead Daisies accompagnano gli Hollywood Vampires in Germania. Successivamente vengono fissate diverse date europee tra cui la partecipazione a festival quali Wacken e Ramblin' Man rispettivamente a luglio ed agosto.
Ad agosto la band accompagna i KISS nel loro Freedom to Rock US tour fino a settembre e successivamente si ha la prima esibizione in Giappone al Loud Park Festival in ottobre.
Il 19 maggio 2017 i The Dead Daisies pubblicano il loro primo disco live, dal titolo Live And Louder, che contiene sedici brani registrati durante l'UK/Europe Tour a partire dall'autunno del 2016.
Nel novembre 2017 viene annunciato che il celebre batterista Deen Castronovo (ex-Journey, ex-Steve Vai) si unisce alla band per la registrazione del nuovo album, che viene pubblicato il 6 aprile 2018. Il titolo è Burn it down.
Ad agosto 2019, la band comunica attraverso il proprio sito l'abbandono da parte di John Corabi e Marco Mendoza, impegnati in progetti solisti, e l'ingresso in formazione di Glenn Hughes in qualità di vocalist e bassista. Contestualmente, i The Dead Daisies pubblicano in streaming un nuovo brano intitolato Righteous Days e annunciano un nuovo album di inediti e relativo tour per il 2020.
A maggio 2023, la band comunica il ritorno di John Corabi e l'ingresso per la prima volta in formazione dell'ex Whitesnake Michael Devin al basso al posto di Glenn Hughes che copriva entrambi i ruoli. Un album "Best Of" sarà pubblicato nel corso dell'anno insieme ad alcune date negli Stati Uniti, Canada, Giappone ed Europa.

## Formazione

### Formazione attuale
- John Corabi – voce (2015-2019, 2023-presente)
- David Lowy – chitarra ritmica (2012-presente)
- Doug Aldrich – chitarra solista (2016-presente)
- Michael Devin – basso (2023-presente)
- Tommy Clufetos – batteria (2021-2022, 2024-presente)

### Ex componenti
- Brian Tichy – batteria (2015-2017, 2023)
- Jon Stevens – voce (2012-2015)
- Richard Fortus – chitarra solista (2012-2016)
- Frank Ferrer – batteria (2011-2012)
- Darryl Jones – basso (2012-2014)
- Alex Carapetis - batteria (2012-2013)
- Charley Drayton – batteria (2013-2014)
- Clayton Doley - tastiera (2012-2013)
- Dizzy Reed – tastiere (2013-2016)
- John Tempesta – batteria (2014-2015)
- Marco Mendoza – basso (2013, 2014-2019)
- Deen Castronovo – batteria (2017-2021)
- Glenn Hughes – voce e basso (2019-2023)

## Discografia

### Album in studio
- 2013 – The Dead Daisies
- 2015 – Revolución
- 2016 – Make Some Noise
- 2018 – Burn It Down
- 2021 - Holy Ground
- 2022 - Radiance

### Album di cover
- 2019 - Locked and Loaded: The Covers Album

### Album dal vivo
- 2017 - Live & Louder

### EP
- 2013 – Man Overboard
- 2014 – Face I Love

### Singoli
- 2013 – Lock 'n' Load
- 2013 – Washington
- 2014 – It's Gonna Take Time
- 2014 – Face I Love
- 2014 – Angel in Your Eyes
- 2015 – Midnight Moses
- 2015 – Mexico